# 国分大塚古墳
国分大塚古墳（こくぶおおつかこふん）は、滋賀県大津市国分にある古墳。形状は前方後円墳。大津市指定史跡に指定されている。

## 概要
滋賀県南部、瀬田川右岸の丘陵先端部に築造された古墳で、眼下に瀬田川を一望する。東海道新幹線と名神高速道路に挟まれた位置にこの古墳が存在する。大津市内にある8基の前方後円墳の中では最南端かつ最も新しい古墳である。1973年（昭和48年）に発掘調査が実施されている。
墳形は前方後円形で、前方部を南西方に向ける。墳丘表面で葺石・埴輪は認められていない。墳丘周囲には周濠が全周している。内部構造は後円部と前方部のそれぞれに1基ずつ横穴式石室を有するもので、この構造のものは滋賀県では唯一である。築造時期は古墳時代後期の6世紀中葉（または6世紀前半）頃と推定される。大津市域および湖西地方では最後の前方後円墳と位置づけられ、その後に続く古墳としては北西の園山古墳群が知られる。特に本古墳の被葬者としては和邇氏一族を想定する説がある。大津市北郊地域の後期古墳で見られるもち送り（ドーム状天井）は認められない。
古墳域は1976年（昭和51年）に大津市指定史跡に指定されている。

## 遺跡歴
- 1973年（昭和48年）、発掘調査（滋賀県教育委員会、1975年に報告書刊行）[3]。
- 1976年（昭和51年）3月15日、大津市指定史跡に指定[8]。

## 墳丘
墳丘の規模は次の通り。
- 墳丘長：45メートル
- 後円部 直径：32メートル
- 前方部 幅：28メートル
- くびれ部 幅：19メートル

## 埋葬施設
埋葬施設としては、後円部・前方部において横穴式石室が各1基構築されている。各石室の規模は次の通り。
- 後円部石室 - 両袖式。
  - 石室全長：6.6メートル
  - 玄室：長さ4.4メートル、幅2.1メートル（奥壁側）・2.15メートル（羨道側）、高さ1.6メートル以上（石室内に後から堆積した土砂があるため正確な数値は不明）
  - 羨道：長さ2.2メートル以上、幅1.5メートル
- 前方部石室
  - 石室全長：不明
  - 玄室：長さ2.9メートル、幅1.2-1.6メートル、高さ0.9メートル以上
  - 羨道：後世の破壊により不明

いずれも石材には花崗岩が使用される。

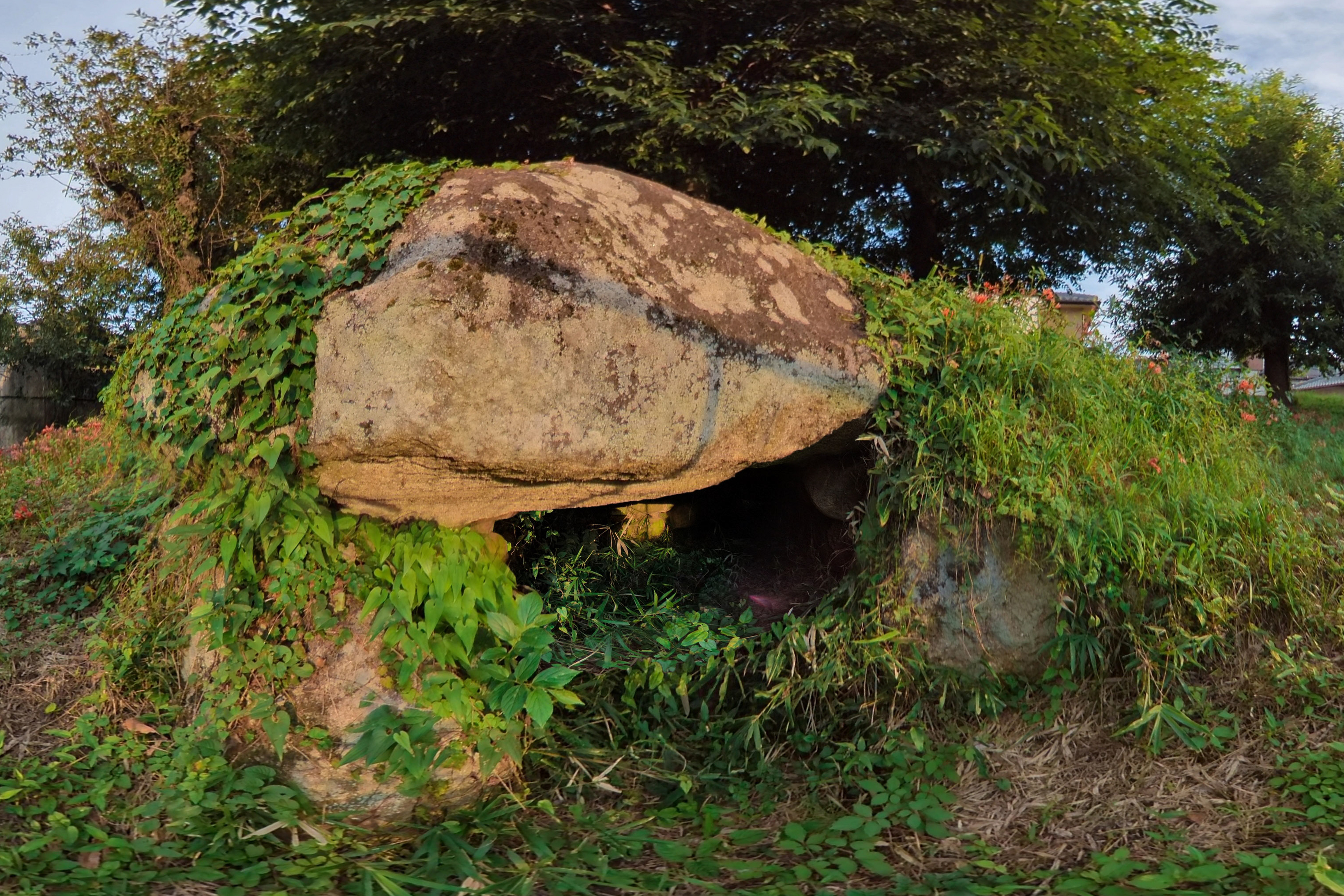
後円部石室（北）
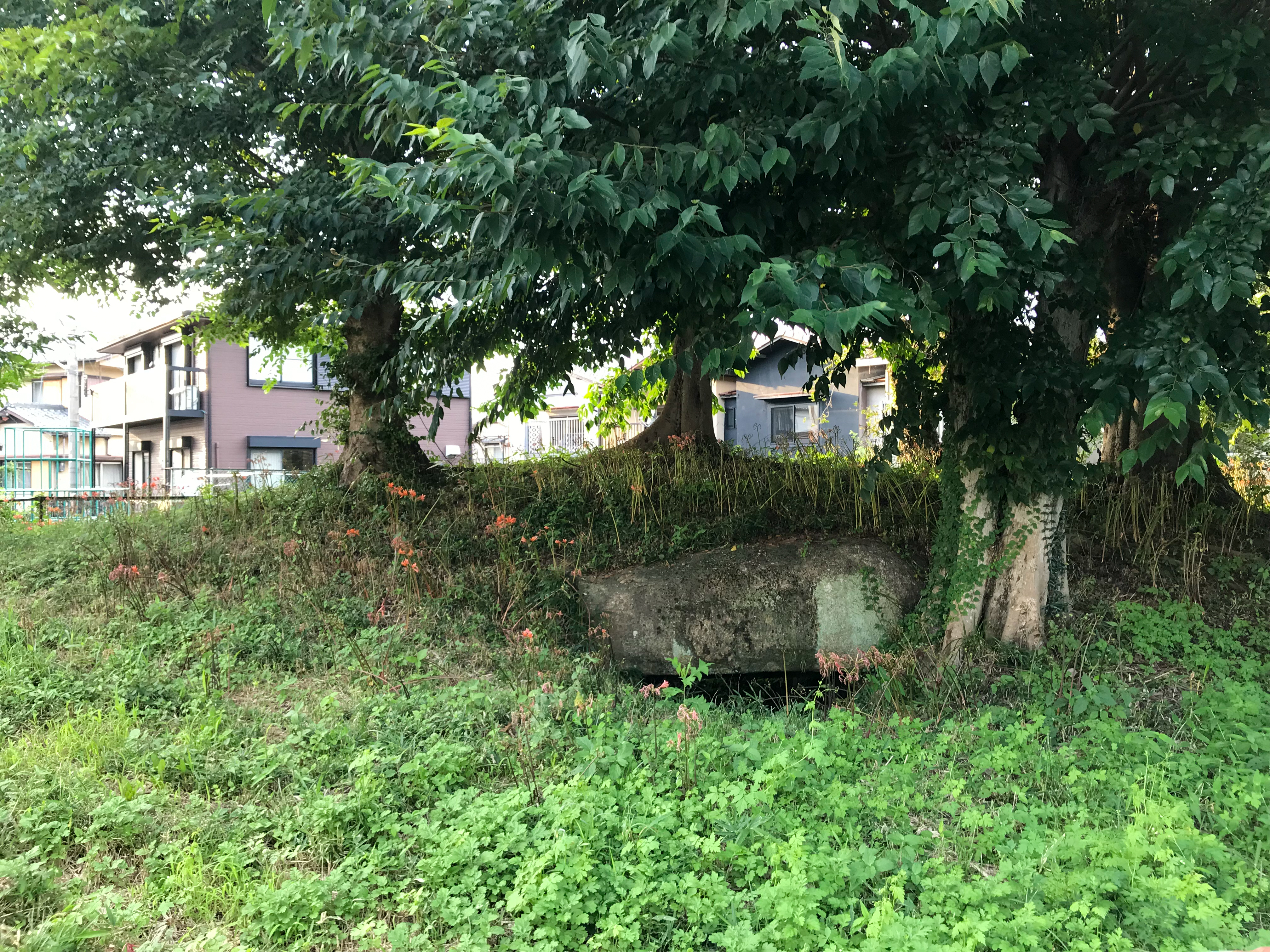
後円部石室（南）
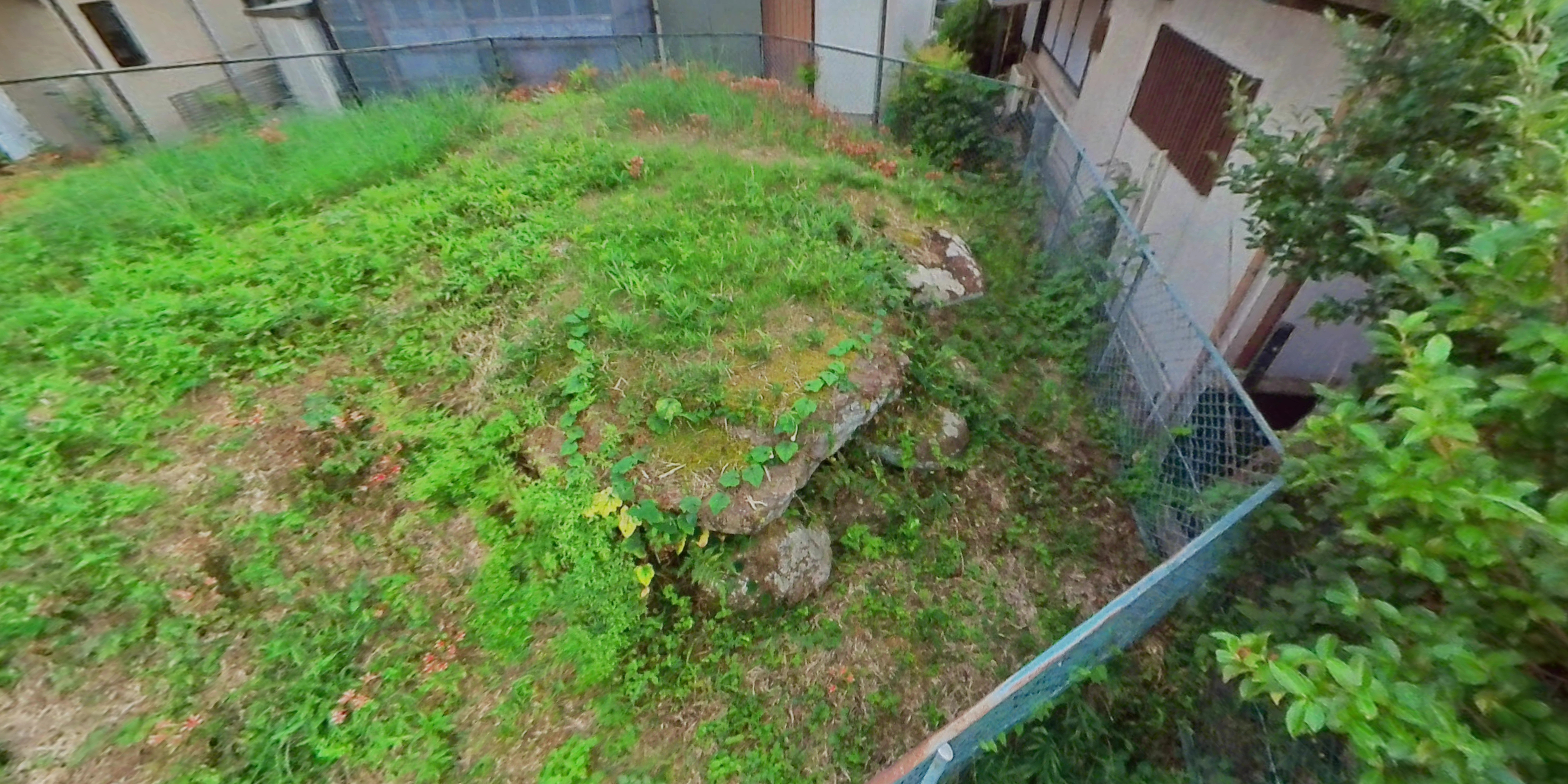
前方部石室（北）

## 文化財

### 大津市指定文化財
- 史跡
  - 国分大塚古墳 - 1976年（昭和51年）3月15日指定[8]。

## 関連文献
（記事執筆に使用していない関連文献）
- 「大津市石山国分大塚古墳調査報告」『昭和48年度文化財調査年報』滋賀県教育委員会、1975年。
- 「国分大塚古墳」『埋蔵文化財包蔵地分布調査報告書（大津市埋蔵文化財調査報告書 第2集）』大津市教育委員会、1981年。